# ترار (آیووا)
ترار (به انگلیسی: Traer) شهری در ایالت آیووا کشور ایالات متحده آمریکا است که جمعیت آن در سرشماری سال ۲۰۱۰ میلادی، ۱٬۷۰۳ نفر بوده‌است.